# ميغيل أنخيل رانغيل
ميغيل أنخيل رانغيل هو سياسي مكسيكي، ولد في 15 أكتوبر 1964 في Yuriria ‏ في المكسيك. نشط حزبياً في حزب العمل الوطني. وقد انتخب عضو مجلس النواب المكسيك ‏.